# Peromyia ogawaensis
Peromyia ogawaensis är en tvåvingeart som beskrevs av Jaschhof 2001. Peromyia ogawaensis ingår i släktet Peromyia och familjen gallmyggor. Inga underarter finns listade i Catalogue of Life.